# Sistemi za podršku odlučivanju
Sistem za podršku odlučivanju (engl. Decision Support System, DSS) je informacioni sistem koji podržava poslovne ili organizacione procese odlučivanja. Sistemi za podršku odlučivanju se koriste u menadžmentu, operacijama i planiranju u organizaciji (uglavnom srednji i viši menadžment) i pomažu ljudima da donose odluke o problemima koji se mogu brzo menjati i nisu određeni unapred – tj. nestrukturiranim i polustrukturiranim problemima odlučivanja. Sistemi za podršku odlučivanju mogu biti potpuno kompjuterizovani ili se mogu oslanjati na ljudsku snagu, a moguća je i kombinacija navedenih.

Dok su akademski građani smatrali sistem za podršku odlučivanju za alatku koja služi kao podrška pri odlučivanju, korisnici ovog sistema su ga sagledavali kao instrument koji olakšava organizacione procese. Neki autori su proširili definiciju sistema za podršku odlučivanju i u njih ubrajaju bilo koji sistem koji pruža podršku u donošenju odluka, a neki od njih uključuju i softver za donošenje odluka. Sprejg (1980) definiše propisno definisane sisteme za podršku odlučivanju kao sledeće:

1. Sistemi za podršku odlučivanju teže da budu namenjeni ne tako dobro strukturiranim, dvosmislenim problemima, sa kojima se obično suočavaju top menadžeri;
2. Sistemi za podršku odlučivanju pokušavaju da kombinuju upotrebu modela ili analitičkih tehnika sa tradicionalnim pristupom podacima i povratnim funkcijama;
3. Sistemi za podršku odlučivanju se posebno fokusiraju na karakteristike koje čine da ih ljudi koji nisu vešti u radu na kompjuteru mogu lako koristiti na interaktivan način;
4. Sistemi za podršku odlučivanju ističu fleksibilnost i adaptabilnost kao važne osobine za prilagođavanje promenama u okruženju i donošenje odluka prema korisnicima.

Sistemi za podršku odlučivanju uključuju sisteme bazirane na znanju. Valjano dizajnirani sistem za podršku odlučivanju je interaktivni sistem baziran na softverima, namenjen da pomogne donosiocima odluka da skupe korisne informacije kombinovanjem sirovih podataka, dokumenata i ličnih znanja, ili poslovnih modela da bi identifikovali i rešili problem i doneli odluku.

Tipične informacije koje aplikacija za podršku odlučivanju može da sakupi i predstavi su:

1. zalihe informacionih sredstava (uključujući nasleđe i odnosne izvore podataka, kocke, skladišta podataka i tržišta podataka),
2. uporedne podatke o prodaji između dva perioda,
3. projektovane cifre prihoda bazirane na pretpostavkama prodaje proizvoda.

## Istorija
Koncept podrške odlučivanju se razvio uglavnom teorijskim izučavanjem donošenja organizacionih odluka u Institutu za tehnologiju Karnegi tokom kasnih 50-ih i ranih 60-ih godina i radom na implementaciji istog koji je obavljen 60-ih godina. DSS je postao samostalno područje istraživanja sredinom 70-ih godina, nakon čega je dobio na intenzitetu 80-ih godina. Sredinom i krajem 80-ih godina, izvršni informacioni sistemi (engl. Executive information system, EIS), sistemi za podršku grupnom odlučivanju (engl. Group Decision Support System, GDSS) i sistemi za podršku odlučivanju u organizaciji (engl. Organizational Decision Support System, ODSS) razvili su se od jednokorisničkog i model-orijentisanog DSS-a.
Prema Solu (1987), definicija i područje DSS-a menjali su se tokom godina: 70-ih godina DSS je opisan kao: „kompjuterski sistem za pomoć odlučivanju”; kasnih 70-ih DSS pokret je počeo da se fokusira na „interaktivne kompjuterske sisteme koji pomažu donosiocima odluke da iskoriste baze podataka i modele da bi rešili loše strukturirane probleme”; 80-ih godina DSS je trebalo da obezbedi sisteme „koristeći pogodnu i dostupnu tehnologiju za poboljšanje efektivnosti menadžerskih i profesionalnih aktivnosti”, i krajem 80-ih DSS se susreo sa novim izazovom u pogledu dizajna inteligentnih radnih stanica.
Kompanija Teksas Instrumenti (engl. Texas Instruments) 1987. godine je završila razvoj Displej sistema za dodelu kapije (engl. Gate Assignment Display System, GADS) za Junajted Erlajns (engl. United Airlines). Ovaj sistem za podršku odlučivanju zaslužan je za značajno smanjenje kašnjenja u putovanju zato što je pružio pomoć menadžmentu koji se bavi operacijama na zemlji na različitim aerodromima počev od Međunarodnog aerodroma O'Her (engl. O'Hare International Airport) u Čikagu (engl. Chicago) i Stejplton aerodroma (eng. Stapleton) u Denveru u Koloradu (engl. Denver Colorado). Počev oko 1990-ih, skladištenje podataka i onlajn analitičko procesiranje (engl. Online analytical processing, OLAP) počeli su da se šire na oblast DSS-a. Kako se bližila smena milenijuma, uvedene su nove web-zasnovane analitičke aplikacije.
Pojava više i bolje tehnologije izveštavanja dovela je do toga da je DSS počeo da se pojavljuje kao kritična komponenta dizajna menadžmenta. Primeri ovoga mogu se videti u intenzivnom obimu diskusija na temu DSS u sferi obrazovanja.
DSS takođe ima slabu povezanost sa paradigmom hiperteksta (engl. hypertext) korisničkog interfejsa. Sistemi PROMIS Univerziteta u Vermontu (engl. University of Vermont) (za odlučivanje u medicini) i ZOG/KMS Univerziteta Karnegi Melon (engl. Carnegie Mellon) (za odlučivanje u vojsci i biznisu) bili su sistemi za podršku odlučivanju koji su takođe bili veća otkrića u okviru istraživanja korisničkog interfejsa. Štaviše, iako su istraživači hiperteksta generalno brinuli zbog preopterećenosti informacijama, određeni istraživači, posebno Daglas Engelbart, bili su fokusirani prvenstveno na donosioce odluke.

## Taksonomije
Koristeći vezu sa korisnikom kao kriterijum, Hetenšviler razlikuje pasivni, aktivni i kooperativni DSS. Pasivni DSS je sistem koji pomaže procesu odlučivanja, ali ne može da izvede eksplicitne predloge odluka ili rešenja. Aktivni DSS može da izvede takve predloge odluka ili rešenja. Kooperativni DSS omogućava iterativni proces između čoveka i sistema za postizanje konsolidovanog rešenja: donosilac odluke (ili savetnik) može da modifikuje, kompletira ili redefiniše predloge odluka koje je doneo sistem pre nego što iste vrati sistemu na validaciju i isto tako, sistem ponovo poboljšava, kompletira ili redefiniše predloge donosioca odluke i šalje donosiocu na validaciju.
Još jednu taksonomiju DSS, prema načinu pomoći, napravio je Danijel Pover: on razlikuje DSS orijentisan na komunikaciju, podatke, dokumente, znanje i model.
- DSS orijentisan na komunikaciju omogućava kooperaciju podržavajući rad više osoba na zajedničkom zadatku; primeri uključuju integrisane alate poput Google Docs ili Microsoft SharePoint Workspace.[8]
- DSS orijentisan na podatke naglašava pristup i manipulaciju vremenskim serijama internih podataka kompanije i ponekad eksternih podataka.
- DSS orijentisan na dokumente upravlja, preuzima i manipuliše nestrukturiranim informacijama u različitim elektronskim formatima.
- DSS orijentisan na znanje obezbeđuje specijalnu ekspertizu u rešavanju problema koja se skladišti u obliku činjenica, pravila, procedura ili sličnih struktura.[7]
- DSS orijentisan na model naglašava pristup i manipulaciju statističkog, finansijskog, optimizacionog ili simulacionog modela. On koristi podatke i parametre koje obezbeđuje korisnik kako bi asistirao donosiocima odluke u analizi situacije; oni ne koriste nužno intenzivne podatke. Dikodes (engl. Dicodess) je primer generatora DSS orijentisanog na model otvorenog koda (engl. open-source code).[9]

Koristeći obim kao kriterijum, Pover razlikuje DSS koji se koristi širom preduzeća i desktop DSS. DSS koji se koristi širom preduzeća je povezan sa velikim skladištima podataka i pomaže mnogim menadžerima u kompaniji. Desktop DSS za pojedinačnog korisnika je mali sistem koji se koristi na računaru individualnog menadžera.

## Komponente
Tri osnovne komponente sistema za podršku odlučivanju su:
1. baza podataka (baza znanja),
2. model (tj. kontekst odluke i korisnički kriterijum),
3. korisnički interfejs.

Takođe, sami korisnici su veoma važna komponenta ove arhitekture.

## Razvojni okviri
Slično kao i kod ostalih sistema, sistemi za podršku odlučivanju zahtevaju strukturirani pristup. Ovakav okvir podrazumeva ljude, tehnologiju i razvojni pristup.
Rani okvir sistema za podršku odlučivanju obuhvata četiri faze:
- Inteligencija – nalaženje uslova koji utiču na donošenje odluke;
- Dizajn – analiza i razvoj potencijalnih altenrnativnih rešenja;
- Izbor – izbor pravca u kome će se delovati iz datih alternativa;
- Implementacija – prilagođavanje pravca delovanja shodno situaciji u kojoj se donosi odluka.

Tehnološki nivoi (nivoi hardvera i softvera) sistema za podršku odlučivanju mogu da sadrže:
1. Aplikaciju koju će korisnik upotrebljavati. Ovo je deo aplikacije koji omogućava donosiocu odluke da donese odluku vezanu za određenu oblast u kojoj se problem nalazi. Na ovaj način korisnik može da deluje na određeni problem.
2. Generator sadrži softversko/hardversko okruženje koje omogućava da se određene aplikacije sistema za podršku odlučivanju razvijaju bez poteškoća. Ovaj nivo omogućava korišćenje case alata i sistema kao što su Kristal (engl. Crystal), Analitika (engl. Analytica) i Ajtink (engl. iThink).
3. Alati obuhvataju niže nivoe hardvera/softvera, generatore sistema za podršku odlučivanju koji uključuju posebne jezike, biblioteke funkcija kao i povezane module.

Iterativni razvojni pristup omogućava razvoj i redizajn sistema za podršku odlučivanju u različitim vremenskim intervalima. Kada se završi sa dizajniranjem sistema potrebno je izvršiti testiranje i prepravke da bi se došlo do željenog ishoda.

## Klasifikacija
Postoji nekoliko načina za klasifikaciju DSS aplikacija. Ne odgovara svaki sistem za podršku odlučivanju tačno jednoj kategoriji, nego može da predstavlja kombinaciju dve ili više arhitektura.

Holsepl i Vinston su podelili sistem za podršku odlučivanju u sledećih šest okvira: tekstno-orijentisani DSS, DSS orijentisan na baze podataka, tabelarno-orijentisani DSS, DSS orijentisan na rešavanje problema, upravljačko-orijentisani DSS i složeni DSS. Složeni DSS je najčešća klasa sistema za podršku odlučivanju; to je hibridni sistem koji uključuje od dve do pet osnovnih struktura.

Podrška koju pruža sistem za podršku odlučivanju može biti podeljena u tri posebne, međuzavisne kategorije: lična, grupna i organizaciona podrška.

Komponente sistema za podršku odlučivanju se mogu podeliti na:

1. Inpute: činioci, brojevi i karakteristike za analizu;
2. Korisničko znanje i ekspertiza: inputi koji zahtevaju da ih korisnik ručno analizira;
3. Autputi: obrađeni podaci na osnovu kojih su odluke DSS-a generisane;
4. Odluke: rezultati koje generiše sistem za podršku odlučivanju na osnovu korisničkog kriterijuma.

Sistemi za podršku odlučivanju koji izvršavaju odabrane kognitivne funkcije odlučivanja i koji su zasnovani na veštačkoj inteligenciji ili tehnologiji inteligentnih agenata nazivaju se inteligentni sistemi za podršku odlučivanju (engl. Intelligent decision support systems, IDSS).

Nastajuća struka, inženjerstvo odluka, razmatra same odluke kao objekat inženjerstva i primenjuje principe inženjerstva kao što su dizajn i garancija kvaliteta za eksplicitno predstavljanje elemenata koji donose odluke.

## Primene
Teoretski, sistemi za podršku odlučivanju mogu biti izgrađeni u bilo kojoj oblasti znanja.
Jedan od primera je klinički sistem za podršku odlučivanju za postavljanje dijagnoza u medicini. Postoje četiri faze razvoja kliničkog sistema za podršku odlučivanju (engl. clinical decision support system, CDSS): prva verzija je samostalna i ne podržava integraciju; druga generacija podržava integraciju sa drugim medicinskim sistemima; treća je standardizovana; četvrta je bazirana na modelu usluga.
Sistemi za podršku odlučivanju su široko primenjeni u biznisu i menadžmentu. Izvršna tabla i ostali softveri za praćenje učinka omogućavaju brže donošenje odluka, identifikaciju loših trendova i bolju raspodelu resursa. Zahvaljujući sistemima za podršku odlučivanju sve informacije iz bilo koje organizacije su predstavljene putem grafikona, dijagrama, tj. na ovaj način sve se nalazi na jednom mestu što omogućava menadžmentu da donosi strateške odluke. Na primer, jedna od aplikacija sistema za podršku odlučivanju odnosi se na upravljanje i razvoj kompleksnih antiterorističkih sistema. Neki drugi primeri uključuju kontrolora za bankarski kredit koji potvrđuje kredit podnosiocu zahteva za kredit ili inženjersku firmu koja ima ponude za više projekata i potrebno je utvrditi da li su oni isplativi.
Poljoprivredna proizvodnja, odnosno marketing za održivi razvoj je područje gde su DSS aplikacije, principi, koncepti i tehnike u najvećem razvoju. Na primer, DSSAT4 paket koji je razvijen uz finansijsku podršku Agencije za međunarodni razvoj Sjedinjenih Američkih Država 80-ih i 90-ih godina je omogućio veoma brzi razvoj za nekolicinu sistema poljoprivredne proizvodnje širom sveta sa ciljem da se olakša donošenje odluka na farmama i na nivou politike. Precizna poljoprivreda nastoji da prilagodi odluke na određene delove poljoprivrednih polja. Međutim, postoje određena ograničenja za uspešnu primenu sistema za podršku odlučivanju u poljoprivredi.
Sistemi za podršku odlučivanju su takođe primenjeni u menadžment u šumarstvu gde problemi vezani za dugoročni horizont planiranja i prostornu dimenziju planiranja zahtevaju drugačiji pristup. Svi aspekti menadžmenta u šumarstvu, od transporta cepanica, planiranje berbe do održivosti i zaštite ekosistema su prožeti korišćenjem modernih sistema za podršku odlučivanju. Posmatrano iz ugla pojedinačnih ili zajedničkih ciljeva menadžmenta vezanih za obezbeđivanje dobara ili usluga, koje se razmenjuju ili ne razmenjuju i često su izloženi ograničenošću resursa i problemima sa odlučivanjem. Zajednica za primenu sistema za podršku odlučivanju u menadžmentu u šumarstvu obezbeđuje veliku bazu znanja o konstrukciji i upotrebi šumarskih sistema za podršku odlučivanju.
Konkretan primer tiče se Kanadske nacionalne železnice koja svoju opremu testira svakodnevno koristeći sisteme za podršku odlučivanju. Problem koji se može pojaviti na bilo kojoj železničkoj pruzi su izlizane ili neispravne šine, što može dovesti do nekoliko stotina iskliznuća vozova iz šina godišnje. Pomoću sistema za podršku odlučivanju Kanadska nacionalna železnica uspela je da umanji učestalost iskakanja iz šina dok su ostale kompanije istovremeno doživljavale povećanje istog.

## Literatura
- Burstein, F.; Holsapple, C. W. (2008). Handbook on Decision Support Systems. Berlin: Springer Verlag.
- Marius Cioca, Florin Filip (2015). Decision Support Systems - A Bibliography 1947-2007.
- Borges, J.G, Nordström, E.-M. Garcia Gonzalo, J. Hujala, T. Trasobares, A. (eds). (2014). " Computer-based tools for supporting forest management. The experience and the expertise world-wide. Dept of Forest Resource Management, Swedish University of Agricultural Sciences. Umeå. Sweden.
- Delic, K.A., Douillet, L. and Dayal, U. (2001) "Towards an architecture for real-time decision support systems:challenges and solutions.
- Diasio, S., Agell, N. (2009) "The evolution of expertise in decision support technologies: A challenge for organizations" cscwd, pp. 692–697, 13th International Conference on Computer Supported Cooperative Work in Design, 2009. https://web.archive.org/web/20121009235747/http://www.computer.org/portal/web/csdl/doi/10.1109/CSCWD.2009.4968139
- Gadomski, A.M. et al.(2001) „An Approach to the Intelligent Decision Advisor (IDA) for Emergency Managers” (PDF). Int J Risk Assessment and Management. 2 (3–4). Архивирано из оригинала (PDF) 05. 03. 2016. г. Приступљено 06. 05. 2019.
- Gomes da Silva, Carlos; Clímaco, João; Figueira, José. European Journal of Operational Research.
- Ender, Gabriela; E-Book (2005–2011) about the OpenSpace-Online Real-Time Methodology: Knowledge-sharing, problem solving, results-oriented group dialogs about topics that matter with extensive conference documentation in real-time. Download https://web.archive.org/web/20070103022920/http://www.openspace-online.com/OpenSpace-Online_eBook_en.pdf
- Jiménez, Antonio; Ríos-Insua, Sixto; Mateos, Alfonso. Computers & Operations Research.
- Jintrawet, Attachai (1995). Jintrawet, Attachai (1995). A „Decision Support System for Rapid Assessment of Lowland Rice-based Cropping Alternatives in Thailand” Проверите вредност параметра |url= (помоћ). Agricultural Systems. 47 (2): 245—258. Bibcode:1995AgSys..47..245J. doi:10.1016/0308-521X(94)P4414-W.
- Matsatsinis, N.F. and Y. Siskos (2002), Intelligent support systems for marketing decisions, Kluwer Academic Publishers.
- Omid A.Sianaki, O Hussain, T Dillon, AR Tabesh - ... Intelligence, Modelling and Simulation (CIMSiM), 2010, Intelligent decision support system for including consumers' preferences in residential energy consumption in smart grid
- Power, D. J. (2000). Web-based and model-driven decision support systems: concepts and issues. in proceedings of the Americas Conference on Information Systems, Long Beach, California.
- Reich, Yoram; Kapeliuk, Adi (новембар 2005). „Decision Support Systems”. 41 (1): 1—19., 19p.
- Sauter, V. L. (1997). Decision support systems: an applied managerial approach. New York, John Wiley.
- Silver, M. (1991). Systems that support decision makers: description and analysis. Chichester ; New York, Wiley.
- Sprague, R. H. and H. J. Watson (1993). Decision support systems: putting theory into practice. Englewood Clifts, N.J., Prentice Hall.